# Spoorlijn aansluiting Gabelung - Sagehorn
De spoorlijn aansluiting Gabelung - Sagehorn is een Duitse spoorlijn in Bremen en Nedersaksen en is als spoorlijn 1404 onder beheer van DB Netze. 

## Geschiedenis
Het traject werd door de Cöln-Mindener Eisenbahn-Gesellschaft geopend in 1888.  

## Treindiensten
De lijn is hoofdzakelijk in gebruik als goederenlijn om Bremen Hbf te vermijden. Daarnaast verzorgt de Deutsche Bahn het personenvervoer op dit traject met ICE treinen.
| Serie  | Treinsoort                        | Route | Bijzonderheden |
| ------ | --------------------------------- | --- | -------------- |
| ICE 1  | InterCityExpress (DB Fernverkehr) | Köln Hbf – Düsseldorf Hbf – Duisburg Hbf – Essen Hbf – Hamburg Hbf – Hamburg Dammtor – Hamburg-Altona                                  |                |
| FLX 20 | FLX (Flixtrain)                   | Köln Hbf – Düsseldorf Hbf – Duisburg Hbf – Essen Hbf – Gelsenkirchen Hbf – Münster Hbf – Osnabrück Hbf – Hamburg-Harburg – Hamburg Hbf | [ 1 ]          |

## Aansluitingen
In de volgende plaatsen is of was er een aansluiting op de volgende spoorlijnen:
aansluiting Gabelung
DB 2200, spoorlijn tussen Wanne-Eickel en Hamburg
Sagehorn
DB 2200, spoorlijn tussen Wanne-Eickel en Hamburg

## Elektrificatie
Het traject werd in 1968 geëlektrificeerd met een wisselspanning van 15.000 volt 16 2/3 Hz.